# بوالعجلات (آيت مخلوف)
بوالعجلات هي إحدى مشيخات المملكة المغربية، تتبع جغرافيا لإقليم تارودانت وإداريًا لآيت مخلوف. يقدر عدد سكانها بـ 5285 نسمة حسب الإحصاء الرسمي للسكان والسكنى لسنة 2004.